# اس‌اس ابیسینا
اس‌اس ابیسینا (به انگلیسی: SS Abyssinia) یک کشتی بود که طول آن ۳۶۴ فوت (۱۱۱ متر) بود. این کشتی در سال ۱۸۷۰ ساخته شد.